# Vahan Chamlian
Vahan Chamlian (en armenio: Վահան Շամլեան) (Beirut, Gran Líbano, 1926 - Fresno, Estados Unidos, 11 de agosto de 2022) fue un filántropo y empresario armenio nacionalizado estadounidense, y el principal proveedor mundial de ropa y vestimenta de segunda mano.

## Vida y carrera
Descendiente de armenios, Vahan Chamlian emigró del Líbano a los Estados Unidos en 1957, a donde llegó con sólo 20 dólares en sus bolsillos. Finalmente fundó la compañía Chamlian Enterprises Inc., la cual se convertiría en la mayor proveedora de ropa de segunda mano del mundo. La compañía posee 800 empleados en sus sedes en Los Ángeles, Fresno y San Lorenzo; también abrió una sucursal en Alemania. Hasta 1996, Chamlian poseía tres plantas de clasificación por las que ingresó un total de 78.6 millones de dólares, por medio del reciclaje y la exportación de ropa usada. Entre sus principales clientes se encuentran el Ejército de Salvación y Goodwill Industries. La mayor demanda de la ropa usada de Chamlian proviene de países del Tercer Mundo, particularmente de la región de África Occidental. John, el sobrino de Vahan, y quien dirige las operaciones en Los Ángeles declaró que la prioridad hacia los detalles del producto, es lo que los hace "mejor que el resto".
Vahan Chamlian se casó con Anoush, quien también se dedica a la filantropía.

## Legado y filantropía
En 1975, Vahan Chamlian junto con su esposa Anoush recaudaron fondos para financiar todos los gastos para la construcción de un colegio privado armenio en Glendale, California. El nombre de la escuela se llama Vahan & Anoush Chamlian. Está ubicada en la Avenida Lowell, actualmente sigue en funcionamiento. Se destacó que Vahan estaba bastante “orgulloso” de su escuela.
Ha sido el principal contribuyente al Fondo de Armenia, donando un total de 500 000 dólares cada cierto tiempo.
También ha donado para la publicación de libros relacionados con su país de origen.

Vahan Chamlian ha conocido personalmente al expresidente de Armenia, Levon Ter-Petrosián, y a la principal figura de la Iglesia apostólica armenia, Karekin II.